# NGC 1469
NGC 1469 è una galassia lenticolare (o ellittica) situata nella costellazione della Giraffa, a una distanza di circa 46 milioni di anni luce dalla nostra Via Lattea.

## Scoperta
La galassia è stata scoperta il 24 febbraio 1886 dall'astronomo statunitense Lewis Swift.